# William George Penney, Baron Penney
William George Penney, Baron Penney, britanski matematik in fizik, * 24. junij 1909, † 3. marec 1991.
Penney je bil eden od odločilnih strokovnjakov, ki so sodelovali pri razvoju britanske atomske bombe.